# کاتلین مک‌گهی
کاتلین مک‌گهی (انگلیسی: Kathleen McGahey؛ زادهٔ march ۵, ۱۹۶۰ (۶۵ سال)) ورزشکار هاکی روی چمن اهل ایالات متحده آمریکا است.
وی در مسابقات کشوری و بین‌المللی در مجموع برندهٔ ۱ مدال برنز شده‌است.